# In der Nachtküche
In der Nachtküche ist der deutsche Titel des Bilderbuchs In the Night Kitchen des amerikanischen Illustrators und Kinderbuchautors Maurice Sendak, das der Verlag Harper & Row 1970 veröffentlichte. Held des Buches ist ein Junge namens Micky, der im Traum eine surreale Reise durch eine nächtliche Küche unternimmt und dort drei Bäckern beim Zubereiten eines Kuchens hilft. In der Nachtküche zählt nach Wo die wilden Kerle wohnen zu den populärsten Büchern Sendaks.

## Handlung
Micky (im Original: Mickey) ist ein kleiner Junge; dem Aussehen nach ungefähr drei Jahre alt. Micky schläft in seinem Bett, als er vom „Lärm in der Nacht“ aufwacht. Seine Rufe nach „Ruhe da unten!“ fruchten nicht. Plötzlich beginnt Micky zu schweben und fliegt „… durch die Dunkelheit […] und aus den Kleidern“, zieht „vorbei […] an Papa und Mama“ und fällt nackt durch den Fußboden in eine vom Vollmond beschienene, surreale Welt aus riesigen Backzutaten, die gleichzeitig Wolkenkratzer mit erleuchteten Fenstern sind („…hinein in den Schein der Nachtküche“). Micky landet unter den Augen von drei identisch aussehenden, lachenden Bäckern in einer großen Schüssel mit Kuchenteig. Die drei dicken Bäcker tragen Schürzen und Kochmützen. Mit ihren Knollennasen, den „Chaplinbärtchen“ und ihrem Körperumfang sehen sie Oliver Hardy in seiner Rolle in Dick und Doof sehr ähnlich.
Die drei unentwegt lächelnden Bäcker geben Mehl, Backpulver und Eier hinzu „um Micky in Kuchenteig zu mischen“; manche Zutaten gießen sie dabei direkt auf Mickys Kopf, der nach und nach in der Schüssel untergeht. Während die Bäcker den Kuchenteig rühren und dabei ihr „Milch in den Teig!“-Lied singen, ragt von Micky nur noch eine Hand aus dem Teig. Die Bäcker – welche Micky entweder nicht bemerken oder ihn bewusst ignorieren – geben den Teig samt Micky in ein tiefes Kuchenblech. Sie schieben das Blech in den Backofen, der mit einem Schild als „Mickey-Oven“ bezeichnet ist. Es steigt schon Rauch, Dampf und ein süßlicher Geruch auf, da durchbricht Micky den Teig und klettert unter Protest aus der Kuchenform. Er sei Micky, und nicht die fehlende Backzutat: „Ich bin nicht Milch und Milch ist nicht ich. Ich bin Micky!“
Der dem Teig entstiegene Micky ist nun nicht mehr nackt, sondern trägt einen Overall aus Kuchenteig. Er springt in den aufgehenden Kuchenteig, „formte und zog“ daraus ein Propellerflugzeug, lässt den Motor an und fliegt in dem offenen Eindecker „auf und davon“. Die drei Bäcker fordern von Micky „Milch! Milch! Milch für den Kuchenteig!“ und schwenken dabei vehement einen Messbecher und Rührlöffel. Micky nimmt den Auftrag an, greift sich den Messbecher als Pilotenhelm, und ist nun „auf der Fahrt, um Milch zu holen nach Micky-Art“, worauf die Köche sichtlich entspannter dreinschauen. Im Original taucht hier das erste Mal das Wortspiel Mickey way / milky way (Milchstraße) auf, über die Micky nun noch hinaussteigt, indem er „hoch und höher“ zum Hals einer gigantischen Milchflasche fliegt. Die folgende Doppelseite wird von einem einzigen großen Bild eingenommen, und hat als einzige im Buch keine einzige Sprechblase. Dieser Sprachlosigkeit entspricht das Bild der drei Bäcker, deren halb staunenden, halb besorgten Blicke in der Totalen Micky in seinem Flugzeug verfolgen, wie er den Zenit seiner Flugbahn über der Öffnung der Milchflasche erreicht.
Über der Flaschenöffnung steigt Micky aus dem Pilotensitz und springt in die Flasche. In der Milch löst sich sein Teig-Overall wieder auf, und er nimmt den Messbecherhelm wieder ab, um ihn seiner ursprünglichen Bestimmung zuzuführen. Beim Schweben in der Milch singt Micky den Kinderreim „Ich bin in der Milch und die Milch ist in mir, / Gott behüte die Milch und behüte mich!“, Der nackte Micky schwimmt nun nach oben, und schüttet mit dem Messbecher Milch aus der Flasche nach unten in die Schüssel mit dem Kuchenteig. Die glücklich lächelnden Bäcker rühren den Teig – nun mit allen Zutaten – nochmals an, und backen ihn fertig. Die folgende Doppelseite zeigt die drei Bäcker als Musikgruppe in der Halbtotale: ein Trichter dient als Megaphon, ein großer Rührlöffel als Banjo und ein kleiner Rührlöffel als Taktstock. Die Bäcker wiederholen ihr Lied „Milch in den Teig!“, diesmal mit positivem Ausgang: „Ich hab ihn probiert / Nichts ist passiert!“ Micky kräht fröhlich und rutscht an der Außenseite der Flasche hinunter, um auf magische Art wieder in seinem Zimmer zu landen: „…sprang in sein Bett, war trocken, schlief“. Auf der letzten Seite ist Micky in seinem Teig-Overall zu sehen, mit einer Flasche Milch auf der Schulter. Unter der Vignette steht: „Und darum gibt’s, dank Micky, jeden Morgen Kuchen.“

## Gestaltung und Einflüsse

### Graphische Gestaltung
Die graphische Gestaltung der Nachtküche weicht deutlich von den Wilden Kerlen (1963) ab. Zusammen mit Als Papa fort war (Outside over there, 1984) bilden diese drei Bücher eine Sendak-Trilogie über den „Zustand der Kindheit“, in der durch Fantasie ein kathartisches Ausleben von Gefühlen ermöglicht wird. Die Wilden Kerle sind stilistisch durch den Gebrauch von Schraffur bei wenigen Farben dem Kupferstich des 19. Jahrhunderts nahe. Outside over there ist der Malerei einer früheren Zeit verpflichtet. Die Nachtküche mit ihren deutlichen Einflüssen von Comics, Film und Architektur der Roaring Twenties steht hingegen mitten im 20. Jahrhundert.
Während bei den Wilden Kerlen ganz- oder doppelseitige Bilder überwiegen und der Text am unteren Seitenrand eine Bildunterschrift bildet, sind in der Nachtküche Seitenaufteilungen mit Panels häufiger und der Text steht in Sprechblasen. Mehrmals benutzt Sendak das Stilmittel der szenischen Abfolge von Stop-Motion-Bildern (continuous narration), indem eine Seite oder Doppelseite in mehrere Panels mit dem je gleichen Hintergrund eingeteilt wird, in denen der Protagonist zu fortschreitenden Zeitpunkten gezeigt wird. Beispiele dafür sind Micky beim Aufwachen aus dem Bett und dem folgenden Sturz sowie Micky als Pilot im Teigflugzeug bei seinem Höhenflug über die Milchflasche.
Sendak erzeugte in den Wilden Kerlen gewünschte Farb- und Helligkeitsabstufungen mittels Schraffur, die in der Nachtküche völlig fehlt. Stattdessen wird der traumhafte, teils bedrohliche Charakter der Umgebung durch dunkle und pastose Töne erreicht. Selma G. Lanes sieht in Sendaks Illustration von Lullabies and Night Songs (1965) den direkten Vorläufer der graphischen Gestaltung der Nachtküche in Sendaks Schaffen. In der Gestaltung überwiegt die „Linie statt der modellierten Fläche“; damit entstehe ein „flächenhafter Comicbook-Stil“.

### Text
Die Nachtküche enthält wenig Text, im amerikanischen Original sind etwa 320 Wörter auf 40 Seiten; in der deutschen Fassung sind es etwa 290 Wörter. Das bedeutet nicht, dass Sendak die sprachliche Gestaltung vernachlässigte. Im Gegenteil: Gerade in der Verknappung kann ein gelungener Text nur durch intensive Arbeit entstehen. Sendaks Text eignet sich besonders für das Vorlesen; Kinder lernen ihn schnell auswendig. Halbey führte dazu in den 1970er Jahren über mehrere Jahre anhand der Nachtküche Untersuchungen des Textverständnisses von Vorschulkindern durch. Sendaks Verse sind simpel und zugleich hintergründig, folgerichtig und zugleich überraschend. Darin erreicht der Text eine Qualität, wie sie den klassischen Mother-Goose-Reimen zu eigen ist, auf die sich Sendak auch direkt bezieht: So variiert Mickys Ausruf I’m in the milk, and the milk’s in me./ God bless milk and God bless me! den alten englischen Kinderreim I see the moon/ And the moon sees me;/ God bless the moon, and God bless me.
Die Übertragung des Textes der Nachtküche ins Deutsche wurde 1971 von Hans Manz vorgenommen, einem Schweizer Grundschullehrer, Kinderbuchautor und Dichter. Manz übersetzte von 1969 bis 1971 für den Diogenes Verlag noch drei weitere Sendak-Bücher: Hans und Heinz, Hector Protector und die Nutshell Library, man kann ihn aber nicht als festen Sendak-Übersetzer bezeichnen. Die Wilden Kerle wurden zum Beispiel von 1967 von Claudia Schmölders übertragen, die Sieben kleinen Riesen 1977 vom Diogenes-Lektor Gerd Haffmans.

### Vorbilder und Einflüsse
Der zeichnerische Stil der Nachtküche ist dem Comic Little Nemo (Anfang des 20. Jahrhunderts) von Winsor McCay ähnlich, dem auch der Handlungsaufbau – Traumsequenz mit Ende im sicheren Bett – gleicht. In einem Panel befindet sich eine direkte Anspielung auf das Vorbild Little Nemo: die Zuckerdose der Phantasie-Marke „Hosmer’s“ hat den Herstellungsort „Chicken Little, Nemo Mass“ aufgedruckt. Sendak selbst bezeichnete die Nachtküche 1987 als Hommage an Winsor McCay.

“McCay and I served the same master, our child selves. We both draw not on the literal memory of childhood but on the emotional memory of its stress and urgency. And neither of us forgot our childhood dreams.”

Die surreale Qualität der Nachküche entsteht – neben den „geklonten Bäckern“ und der Handlung-als-Traumsequenz – wesentlich aus der Gestaltung des Hintergrundes, also der eigentlichen Küche. Backzutaten, Backgeräte und Küchenmöbel sind zugleich viel zu groß – Micky wird z. B. von einer Mehltüte mehrfach überragt – und viel zu klein, da Micky halb so groß wie ein Wolkenkratzer ist. Die Kulisse wird also aus Küchengeräten und Backzutaten gebildet, die zugleich Gebäude einer New Yorker Skyline aus den 1930er Jahren sind, einem Tribut an Sendaks eigene Kindheit: Aus einem Glas Bohnen wird ein Wolkenkratzer mit erleuchteten Fenstern und ein Karton Milch wird ein riesiges Werbeplakat – natürlich für Milch – während Kastenbrote in ihren Backformen zu U-Bahn-Wagen auf den Gleisen einer Hochbahnstrecke namens Bread mutieren.
Sendak nannte als direkte Inspiration für die Bäcker in der Nachtküche ein „proustianisches“ Ereignis aus seiner Kindheit. Als er elf Jahre alt war, musste seine Schwester Natalie oft auf ihn aufpassen. Natalie – bereits im Teenager-Alter – besuchte 1939 zusammen mit ihrem Freund und dem kleinen Bruder Maurice die New Yorker Weltausstellung. Dort verlor (oder verließ?) Natalie ihn vor dem Ausstellungsstand von Sunshine Bakers. Im Gespräch mit dem Kurator einer Sendak-Ausstellung (Too Many Thoughts to Chew, Rosenbach Museum 2009) beschrieb sich Sendak in Folge nicht als verängstigt oder allein, sondern als „gefesselt vom Aroma der Kekse und Kuchen, Mehl und Milch“. Er habe den „kleinen Bäckern auf dem Balkon [des Ausstellungsstandes] zugewinkt“, die durch Liliputaner dargestellt wurden, und sei beeindruckt von den lebensgroßen Crackern gewesen.
Sendak gibt als weitere Einflüsse für die Nachtküche den Film Gold Diggers of 1935 (Warner Bros., 1935) an. Sendak wurde 1928 geboren und begleitete schon im Alter von sechs Jahren seine Mutter einmal in der Woche abends zur dish night ins Kino. (Dish night war eine während der Depression verbreitete Marketingaktion von Filmtheatern: an einem Abend in der Woche erhielt jede weibliche Kinobesucherin ohne Herrenbegleitung – Kinder zählten nicht – ein Stück Geschirr als Give-away.) So sah Sendak Gold Diggers, einen Musical-Film für Erwachsene, in einem leicht beeindruckbaren Alter. Mögliche Parallelen zur Nachtküche sind der Milk Fund, für den Mrs. Prentiss eine Charity Show organisiert, doch vor allem die Film-im-Film-Sequenz Lullaby of Broadway, in der Broadway Baby Wini Shaw, die tagsüber schläft und sich nachts amüsiert, eine nächtliche Reise durch ein Traum-New-York unternimmt. Die Rolle Mickys als Milchmann stamme direkt aus der Zeile Milkman’s on his way, good night baby, let’s call it a day aus der Filmmusik Lullaby of Broadway.

## Sendak und sein Werk
Im Hintergrund der Szene, in der Micky sein Propellerflugzeug in Gang bringt, befindet sich eine Packung mit Kokosflocken. Darauf steht in kleiner Schrift: Patented June 10th 1928. Der 10. Juni 1928 ist das Geburtsdatum von Maurice Sendak. Die Nachtküche enthält eine Vielzahl solch autobiographischer Bezüge, mal offen und leicht lesbar, mal nur für Insider verständlich. Andere biographische Motive der Nachtküche mögen von Sendak nicht bewusst gesetzt worden sein, ergeben sich aber für Interpreten aus der Gesamtschau seines Lebens und Werks. Im Folgenden eine kurze Darstellung von Sendaks Herkunft und Leben, soweit sie für Verständnis und Interpretation der Nachtküche von Belang sind.
Maurice Sendak wurde in Brooklyn als Kind jüdischer Immigranten geboren. Seine Eltern – Philip und Sadie Sendak – stammten aus Zembrova, einem kleinen Schtetl bei Białystok. Sein Großvater väterlicherseits war ein wohlhabender Holzhändler, mütterlicherseits ein armer Rabbiner. Beide Eltern wanderten kurz vor Ausbruch des Ersten Weltkriegs in die USA aus, und heirateten dort zwei Jahre später. Maurice war das jüngste von drei Kindern, sein Bruder Jack war fünf Jahre älter und seine Schwester Natalie neun. Natalie, die als Schönheit galt, wurde von Maurice und Jack bewundert, die ihr 1934 eine gemeinsame illustrierte Geschichte mit dem Titel Sie waren unzertrennlich widmeten. Ihr Vater Philip Sendak, der eine romantische Ader hatte, erzählte den Kindern improvisierte Gutenachtgeschichten voller überirdischer Wesen und überwundener Lebensgefahr, die sich über mehrere Abende streckten.
Maurice Sendak erinnerte später seine Kindheit als „Serie von Erkrankungen“. Mit zweieinhalb Jahren hatte er die Masern und war damit dreizehn Wochen bettlägerig, da in Folge zweimal eine schwere Lungenentzündung auftrat. Mit fünf Jahren hatte er Scharlach, vor der Entdeckung von Penicillin eine hochgefährliche Krankheit. Eine der ersten Erinnerungen von Maurice Sendak war ein belauschtes Gespräch, in dem Verwandte über seinen möglichen Tod infolge von Krankheit sprachen. Sein Status als kränkliches Kind und seine Introvertiertheit führte zu einer Kindheit als Außenseiter, der die anderen Kinder bei ihren Spielen nur durch die Fensterscheibe beobachtete. Zudem zog die Familie auf Drängen der Mutter alle drei Jahre innerhalb Brooklyns um, so dass Schule und Spielkameraden beständig wechselten. Maurice las viel, unterschiedslos Bücher und Comics. Held seiner Kindheit war Mickey Mouse. Maurice besuchte die Lafayette High School in Brooklyn. Er war kein guter Schüler und hatte wenige Freunde, nur am Kunstunterricht hatte er Freude. 1941 – am Tag der Bar Mitzwa des 13-jährigen Maurice – erhielt sein Vater einen Brief, in dem ihm der Tod seines eigenen Vaters (Sendaks Großvater) mitgeteilt wurde. Maurice Sendak erinnert seine Bar Mitzwa als einen Tag voll „Glück and Verbitterung“. Auch andere Familienangehörigen Sendaks wurden im Zuge des Holocaust ermordet. Eine weitere Erfahrung des Verlusts war der Tod des Verlobten seiner Schwester Natalie, der als amerikanischer Soldat im Pazifikkrieg fiel.
Nach Abschluss der High School 1946 suchte Maurice Sendak vorerst erfolglos, als Künstler beruflich Fuß zu fassen. Ein 1948 zusammen mit seinem Bruder Jack unternommener Versuch, in die Herstellung von Kinderspielzeug einzusteigen, scheiterte an zu hohen Produktionskosten. Die Einkäufer des Spielzeugkaufhauses FAO Schwarz waren jedoch von seinen fantasievollen Entwürfen so angetan, dass Maurice Sendak eine Stelle als Assistent des Schaufenstergestalters erhielt. Die nächsten drei Jahre arbeitete er tagsüber bei FAO Schwarz und besuchte einige Abendklassen in Ölmalerei, Zeichnen nach Modell und Komposition an der Art Students League of New York. Im Wesentlichen bildete sich Sendak aber autodidaktisch durch Lektüre und Museumsbesuche. Zu seinen Vorbildern zählte er die britischen Illustratoren George Cruikshank und Randolph Caldecott aus dem 19. Jahrhundert, deren Bücher er in der Kinderbuchabteilung von FAO Schwarz kennenlernte. Dort lernte er 1950 auch die Cheflektorin für Kinderbücher des Verlages Harper and Brothers, Ursula Nordstrom, kennen, die Sendak seinen ersten Auftrag gab; die Illustration eines Buches von Marcel Aymé. Nordstrom war für die nächsten zehn Jahre Mentorin von Sendak, und förderte ihn in vielerlei Hinsicht.
Seinen ersten größeren Erfolg hatte Sendak 1952 mit dem dritten von ihm für Harper illustrierten Buch, A Hole is to Dig von Ruth Krauss. Die Kinderbuchautorin Krauss sowie ihr Ehemann, der Illustrator Crockett Johnson wurden zu weiteren Mentoren Sendaks. Beginnend mit A Hole is to Dig konnte Sendak von seiner Kunst leben, kündigte bei FAO Schwarz und nahm ein eigenes Apartment in Greenwich Village. Bis 1962 illustrierte er fünfzig Bücher, darunter auch eigene Werke wie der Klassiker Nutshell Library. 1963 folgten die Wilden Kerle, die Sendaks Status als einer der wichtigsten Autoren und Illustratoren für Kinderliteratur des 20. Jahrhunderts begründeten. 1964 zeichnete die American Library Association das Buch mit der Caldecott Medal aus, die als bedeutendster Kinderbuchpreis der Vereinigten Staaten gilt. 1967 folgte Higglety Pigglety Pop!.

### Entstehungsgeschichte
Die zweieinhalb Jahre zwischen 1967 und 1970, in denen Sendak die Nachtküche schuf, waren für ihn die bis dato „schlimmste Zeit seines Lebens“. 1967 erlitt Sendak auf einer Lesetour durch Europa einen schweren Herzinfarkt und musste für einige Zeit in das nordenglische Queen Elizabeth Hospital in Gateshead. Während Sendaks Abwesenheit erkrankte daheim sein geliebter Sealyham Terrier Jennie so schwer, dass nach Sendaks Rückkehr dessen Lebensgefährte Eugene Glynn den Hund nach Bay Shore, L.I. zum Einschläfern bringen musste. Wenig später erfuhr Sendak, dass seine Mutter Sadie unheilbar an Krebs erkrankt war. 1968 starb seine Mutter, und auch bei seinem Vater Philip wurde ein unheilbarer Krebs diagnostiziert. Sendak schrieb in einem Brief an einen Freund, wie er – gerade mal 40 Jahre alt – bald ein Vollwaise sein werde. 1970 starb auch sein Vater. In diesen „Tagen ohne Trost und voll von Depression“ war Sendak dennoch weiter produktiv. 1970 erschien nicht nur die Nachtküche, sondern Sendak wurde mit dem Hans-Christian-Andersen-Preis ausgezeichnet, der als „Kleiner Nobelpreis“ für Kinderliteratur gilt.
Sendak hatte schon seit einiger Zeit die Idee verfolgt, eine Reihe von traditionellen Kinderreimen (englisch „nursery rhymes“) zusammenzustellen und zu illustrieren. Anfang 1969 stellte er dazu eine Auswahl seiner liebsten Mother-Goose-Reime zusammen und machte erste Skizzen. Unbewusst hatte er jedoch lauter Reime ausgewählt, die mit Essen und Kochen zu tun hatten – ein Kochbuch wollte er aber nicht verfassen. Zwei der ausgewählten Mother-Goose-Reime bildeten jedoch den ersten Keim der Nachtküche: Der Vers „I see the moon / and the moon sees me / God bless the moon / and God bless me.“ wurde zum Ausgangspunkt der Selbstbehauptung von Micky: „I’m in the milk, and the milk’s in me. / God bless milk and God bless me!“, während der Vers „Blow, wind, blow / And go, mill, go! / That the miller may grind his corn; / That the baker may take it; / And into bread make it, / And bring us a loaf in the morn.“ den Keim der Handlung – nächtliche Bäckerei bis zum Brot am Morgen – birgt. Sendaks Skizzen für die Illustration dieses Reims zeigen bereits einen kleinen Jungen, der des Nachts aus dem Bett steigt und sich in das Backen einmischt – allerdings mit nur einem Bäcker als Gegenspieler, der dem späteren Trio jedoch schon ähnlich sah.
Nach ersten Skizzen und Handlungsideen verfasste Sendak im Frühjahr 1969 zuerst den kompletten Text zur Nachtküche, sein übliches Vorgehen bei eigenen Werken. Einem Freund schrieb er: „I have written a new picture book text, and I’m mad for it, and it’s mad. I feel so sure of it, something not common for me. It comes from the direct middle of me and it hurt like hell extracting it.“ Den Sommer 1969 verbrachte er in Europa, und ab September 1969 machte er sich an die Illustrationen. Ein Tagebucheintrag aus der Zeit lautet: „Style very simple a la Meggendorfer, series of moving panels […] Spreads must vary in exciting fashion – like a film. Fast!“ Am Anfang kämpfte Sendak noch mit technischen Problemen des Plots: zum Beispiel besaß sein erster Entwurf der Milchflasche eine Tür am Fuß der Flasche, durch die Micky heraustritt, und gleichzeitig einen Schwall Milch in den Teig ließ. Doch wie sollte er die Tür wieder elegant schließen? Nachdem Sendak auf diese Fragen zufriedenstellende Antworten gefunden hatte, widmete er sich mehr und mehr dem Layout der Panels, der filmhaften Bewegung der Figuren und der Art-déco-artigen Ausschmückung der Gebäude. Verteilt in den Bildern setzte er viele Anspielungen auf Freunde, Ereignisse und Einflüsse. 1970 war das Buch fertig. Entwürfe, Skizzenbücher, Tagebucheinträge und Korrespondenz befinden sich im Rosenbach Museum und machen die Entstehung nachvollziehbar.

## Interpretation
Die Nachtküche wurde vielfach interpretiert: durch Literaturkritiker und Reviewer nach Erscheinen des Buches und – in größerem Abstand – im Rahmen von mehreren Monographien zum Gesamtwerk Sendaks mit jeweils einem eigenen Kapitel zur Nachtküche. Aufsätze in Fachzeitschriften fügten dem Bild Spezialaspekte hinzu. Aus den Rezensionen der Literaturkritiker und -wissenschaftler, der Pädagogen und Psychoanalytiker, die sich mit der Nachtküche befassten, spricht auch Sendak selbst, der durch Äußerungen in Interviews, Aufsätzen und Vorworten die Deutung der Nachtküche zu einem guten Teil bestimmt. In der Interpretation der Nachtküche gibt es vier wesentliche Sichtweisen:
- die biographische Sichtweise fokussiert auf Sendak selbst, und sucht Motive des Schreibens und Anspielungen aus dem Text in seinem Leben,
- die entwicklungspsychologische Sicht richtet den Blick auf das lesende Kind, dessen Grundbedürfnisse und Aufnahme des Werkes,
- die psychoanalytische Deutung versucht, Motive aus dem Unterbewussten sichtbar zu machen,
- die Interpretation aus jüdischer Perspektive sucht nach Anknüpfungspunkten in Ritus und Kultur der jüdischen Immigranten.

Diese Sichtweisen schließen einander nicht aus, teilweise bedingen sie sich. Ohne den jüdischen Familienhintergrund Sendaks – ein biographisches Motiv – wäre die Interpretation aus jüdischer Perspektive nicht denkbar. Je nach Interpret überwiegt mal die eine, mal die andere Sichtweise. Nur die psychoanalytische Deutung wird von einigen Interpreten in Gänze abgelehnt.

### Entwicklungspsychologische Sicht
Die entwicklungspsychologische Interpretation sieht die Nachtküche als eine Geschichte der Emanzipation des Kindes. Das Geschehen wird als Traum gedeutet, in dem sich das Kind die Nacht aneignet. Die Nacht steht dabei mit ihrer Dunkelheit, seltsamen Geräuschen, fremden Figuren zugleich für etwas Furchteinflößendes als auch für etwas Verlockendes, das ungerechterweise den Erwachsenen allein vorbehalten ist. Das Kind schläft im vertrauten Kinderzimmer, das sowohl schützt als auch einengt. Die Ausgangssituation ist somit ein Symbol für die Kindheit selbst, mit ihren von Erwachsenen gesetzten Regeln. Der kindliche Protagonist – Micky – verlässt diese enge Welt aus eigenem Willen und stellt der Herausforderung, die er dank Mut und Kreativität – Bau und Erstflug des Teigflugzeugs – meistert. Wird Micky anfangs von den Erwachsenen – den drei Bäckern – bestenfalls ignoriert, wenn nicht bedroht, so erreicht er durch aktive Teilnahme an der Arbeit in der Küche – das Beibringen der fehlenden Milch – Akzeptanz.
Die Abgrenzung des Kindes von der Welt der Erwachsenen mit ihren Regeln und Geboten ist in Sendaks Werken ein wiederkehrendes Thema. Der kindliche Protagonist – sei es Max aus den Wilden Kerlen, Micky aus der Nachtküche oder der Held aus As I went over the water – ist wütend auf Erwachsene oder doch zumindest allein, wendet sich von der Realität ab und begibt sich – fliegend oder segelnd – auf eine einsame Reise durch seltsame Welten, in der sich der Held bewährt und die ihn transformiert. Am Ende kommt er aus freien Stücken in die Welt der Erwachsenen zurück. Dort erfährt er statt einer Strafe Belohnung und Anerkennung.
Die Themen Herausforderung, Mutprobe, Bewährung sind so alt wie Märchen und Sagen. Die direkte Anerkennung des kindlichen Traums, seiner „Realität und Dringlichkeit, so wichtig wie die Realität des Wachzustandes“, die im „Jungfernflug über die Milchstraße“ kulminiert, war 1970 neu. Selma G. Lanes bezeichnete diese Traumdarstellung als Pionierleistung im Genre der Literatur für junge Kinder.

### Psychoanalytische Deutung
Die psychoanalytische Deutung ist umstritten: Gilt sie den einen als tiefenscharfe Analyse der Gründe für die Erfolgsgeschichte der Nachtküche bei Kindern und Eltern zugleich, halten sie die anderen für eine hoffnungslose Überinterpretation. Unter den Kritikern, die im Buch versteckte Anzeichen von Verdrängtem – meist Sexuellem – suchen und finden, treffen sich zwei Gruppen, die sonst wenig Gemeinsames haben: Anhänger einer psychoanalytischen Sicht auf die Kindheit nach Freud und Lacan, die eine Bewusstmachung des Unbewussten bejahen, und Verteidiger einer konventionellen Sicht darauf, wovor Kinder (und deren Eltern) in Kinderliteratur geschützt werden müssten. Beide Gruppen sind sich einig, Hinweise auf u. a. Sexualität der Eltern, Masturbation, Kannibalismus, Durchtritt durch den Muttermund und ein Bad in Muttermilch zu sehen. Die erste Gruppe bejaht solche Inhalte, die zweite lehnt sie ab. Eine dritte Gruppe sieht diese Form der Interpretation als an den Haaren herbeigezogen an.
Ob nun Sendak bei der bewussten und unbewussten Gestaltung des Buches durch die Psychoanalyse beeinflusst war oder nicht, er lebte 50 Jahre mit einem Psychoanalytiker zusammen und war sich der Ideen von Sigmund Freud und ihrer Anwendung auf seine Werke durchaus bewusst. In einem Interview brachte Sendak das Bild vom nackt fliegenden Micky „als Erinnerung daran, wie wir von unseren Müttern getragen wurden“ in Zusammenhang mit Freud, und bezeichnete den Traum vom Fliegen als „erste[n] sexuelle[n] Traum, den Kinder haben, besonders Jungen“.
Ein Beispiel für eine abweichende Deutung ist der Bau des Propellerflugzeugs aus Teig. Auf dem letzten Panel der Doppelseite zieht Micky einen Propellerflügel mit beiden Händen nach oben, während er den Teig mit den Beinen umklammert. („…dehnte und bog ihn / formte und zog ihn.“) Die Kunsthistorikerin Ellen Handler Spitz sah darin 2000 eine „masturbatorische Geste“. John Cech lehnte diese schon länger bekannte Interpretation 1995 ab, welche die „metaphorische Zweideutigkeit von Sendaks erzählerischen Annahmen zerstören“ würde. Statt frühkindlicher Masturbation zeige die Formung des Teigflugzeugs das „archetypische Kind im Prozess der Kreation“ als Sinnbild der menschlichen Fähigkeiten. Auch der Professor für ästhetische Philosophie Thomas Leddy kann sich der Interpretation von Spitz nicht anschließen. Maurice Sendak äußerte in einem Interview – allerdings ohne direkten Bezug auf die Masturbations-Interpretation –, dass er seine Geschichten entwickle, ohne dabei an die zeichnerische Umsetzung zu denken, um eine Verführung durch zeichnerische Möglichkeiten, zu Lasten einer schlüssigen Handlung, zu vermeiden. So sei er auch in der Nachtküche an das Flugzeug geraten, das für die Handlung nötig war, obwohl Sendak Flugzeuge nur sehr schlecht zeichnen könne. Die Formung des Flugzeugs aus Teig war ein Ausweg aus seinem Dilemma, denn „[…] a lousy airplane that looks like a dough airplane you can get away with“.

### Jüdische Perspektive
Auch wenn Sendak kein praktizierender Jude ist, so wird seine Arbeit doch zur „zweiten Generation“ der jüdisch-amerikanischen Kultur gezählt. Am Anfang von Sendaks Karriere standen Illustrationen für Bücher wie Good Shabbos, Everybody (1951) und Happy Hanukah, Everybody (1955), beide für die United Synagogue Commission on Jewish Education. 1955 illustrierte er auch Seven Little Stories on Big Subjects, herausgegeben von der Anti-Defamation League. Die Literaturkritikerin Selma G. Lanes sah schon in diesen ersten Gehversuchen Sendaks – unabhängig vom jüdischen Thema – die „warme und gleichzeitig klaustrophobische Aura der jüdischen Immigrantenfamilie“, die sich atmosphärisch in seinen späteren Werken fortsetzen sollte.
Die Familienangehörigen Sendaks – darunter Großeltern, Onkel und Tanten –, die in Europa geblieben waren, wurden fast ohne Ausnahme im Zuge des Holocaust ermordet. Der Verlust seiner Verwandten und der Untergang des Schtetl, nicht selbst erlebt, doch durch die Erzählungen seiner Familie verinnerlicht, wird von vielen Literaturkritikern als starker Antrieb und auch Motiv in der Arbeit Sendaks gesehen.

## Rezeptionsgeschichte
Nach Erscheinen wurde die Nachtküche in den Vereinigten Staaten überwiegend positiv aufgenommen. Auch wenn der Verkaufserfolg nie an die spektakulären Auflagen der Wilden Kerle und der Nutshell Library heranreichte, kann sich die Nachtküche im Vergleich zu anderen erfolgreichen Kinderbüchern der damaligen Zeit auch kommerziell mehr als sehen lassen. Die Kritiker fokussierten ihre Besprechungen vor allem auf den thematischen und stilistischen Vergleich zu den Wilden Kerlen, wobei der Stilbruch in Sendaks Werk – Comic-haft, keine Schraffuren mehr, mehr McKay als Caldecott, mehr Mickymaus als Little Nemo – im Mittelpunkt stand. Je nach Ansicht des Rezensenten zum Thema „Comics als Hochkultur“ wurde dieser Wandel begrüßt oder abgelehnt. In den allerersten Besprechungen wurde das Thema frontal nudity eher beiläufig erwähnt, der Aufruhr um Zensur-Vorwürfe und Freiheit der Bibliotheken entwickelte sich erst langsam.
Der Rezensent George A. Woods, Redakteur für Kinder- und Jugendliteratur der New York Times, lobte dort vor allem die traumhafte und doch reale Qualität des Buches: „Sendak hat dem Traum mittels einer Staffage der Realität Substanz gegeben, genauso wie er dies in den „Wilden Kerlen“ schon getan hat […] Auch hier gibt es wunderbare Verwandlungen.“ Woods stellt die Abwesenheit der vorigen Stilmittel Sendaks fest: sorgfältige Schraffuren, Schattierungen, ein Gefühl des Eingeschlossenseins – alles das sei nicht mehr da. Stattdessen „explodieren die Charaktere geradezu aus den Seiten“. Das Buch entwickele beim Leser das Gefühl, einen Film anzusehen, dessen „Kameraführung mittels Dolly rein- und rausfahre“. Insgesamt sei es Sendak gelungen, einen „Archetyp des Comics“ in der Tradition von McKay zu schaffen, der für den Comic eine neue, bessere Richtung einschlägt. Sendaks Talent sei an diesem Richtungswechsel nur gewachsen.
In der Washington Post erschien kurz nach Erscheinen der Nachtküche ein ausführliches Interview mit Sendak, das von Meryle Secrest geführt wurde, die sich auf Künstler-Gespräche und -Biographien spezialisiert hatte. In der Einführung zitierte sie den Vorsitzenden des Children’s Book Council in New York, der Sendak eine „Anziehungskraft wie nur wenigen Kinderbuchautoren und ein ganz eigenes Publikum“ zusprach. Secrest sah in der Nachtküche – wie auch in Sendaks vorigen Werken – den gelungenen Versuch, jene Seiten der Kindheit zu konfrontieren, die in anderen Kinderbüchern „unter einer Kuscheldecke von Vernunft erstickt“ werden: Kinder, die „Nein“ sagen, die willkürlich, schadenfroh, widersprüchlich und launisch sind. Im Gespräch betonte Sendak seine völlige Konzentration auf die Nachtküche in den zwei Jahren vor Erscheinen, sprach über seine wiederkehrenden Depressionen und über die Wirkung des schweren Herzinfarkts auf sein Leben:

„I have just finished two years of work on In the Night Kitchen with no major interference. Everything I read and almost everything I did in that time had in some way to do with what I was doing. Yet I doubt whether there are more than 350-odd words in the book. […] I’m finding my work more interesting than ever. But it doesn’t stop me from being chronically depressed. […] I’ve learned to conserve my energies. You mustn't fritter your time away doing things you’re not vitally interested in. It’s too valuable.“

Paul Heins, National-Book-Award-Juror und Redakteur des einflussreichen Horn Book Magazine, lobte die Nachtküche in seiner Zeitschrift, und nannte das Buch ein „Kunstwerk […] mit Elementen des Unterbewussten“, welche die Erzählung und bildliche Umsetzung „komplizierten und vertieften“. Die Nacktheit von Micky erwähnte Heins in seinem Review „peinlich berührt“ mit keinem Wort, obwohl dies zum Zeitpunkt seiner Rezension bereits ein offensichtlich kontroverses Thema war.
Die Nachtküche wurde in zahlreiche weitere Sprachen übersetzt.

### Auszeichnungen und Preise
- 1970: Aufnahme in die Liste Best Books of 1970 des School Library Journal. Die Jahresliste umfasst jeweils etwa 50 Bücher.[75]
- 1970: Aufnahme in die Liste Best Illustrated Children’s Books der New York Times, in die zehn Bücher im Jahr aufgenommen werden.[76]
- 1970: Aufnahme in die Jahresliste der Notable Children’s Books der American Library Association (ALA).[77]
- 1971: Caldecott Honor der ALA, zusammen mit zwei anderen Büchern.[78]
- 1971: Als Verlag von In the Night Kitchen wurde Harper & Row für den Carey-Thomas Award for Creative Publishing von Publishers Weekly nominiert.[79]

### Nacktheit und Zensur in den USA
Das Thema der Zulässigkeit und Zensur von Nacktheit in Kinderbüchern bestimmt seit Erscheinen der Nachtküche 1970 einen großen Teil der öffentlichen Wahrnehmung des Buches in den USA. In Besprechungen des Sendak-Gesamtwerkes oder in Sendak-Interviews wird dort bei Erwähnung der Nachtküche meist das Wort kontrovers gebraucht. Außerhalb der USA spielt dieses Thema in der Rezeption der Nachtküche hingegen keine Rolle.
Ein Jahr vor Veröffentlichung der Nachtküche erschien The Light Princess nach dem Kunstmärchen von George MacDonald mit Illustrationen von Sendak. Darin war erstmals in Sendaks Büchern ein nacktes Kind mit erkennbaren Geschlechtsorganen zu sehen, indem die Prinzessin – leichter als Luft, „kein Kind mehr und noch kein Mädchen“ – nackt am Fenster der Königin vorbeischwebt. Die von Amerikanern als frontal nudity umschriebene von vorn dargestellte Nacktheit verursachte keine Probleme: Ganz im Gegensatz zur Nacktheit von Micky, einem Jungen.
Beim Betreten (oder besser: Befliegen) der Nachtküche verliert Micky seinen Pyjama und ist von da an über große Teile der Handlung hinweg nackt. Amerikanische Kritiker einer zu freizügigen Darstellung der menschlichen Anatomie störten sich an der Darstellung von Penis und Hoden eines Kindes. 1971 löste eine Mitarbeiterin der Bibliothek von Caldwell Parish, Louisiana das „Problem“ durch Übermalen der strittigen Körperteile mit Windeln aus Tempera. Nach einem öffentlichen Aufruf gegen diese Art von Zensur, der von mehr als 400 Bibliothekaren, Professoren und Verlegern unterzeichnet wurde, nahm die American Library Association (ALA) 1972 das Verbot der expurgation von literarischen Werken (teilweise Bedeckung, Auslöschung, Änderung) in ihre Charter Library Bill of Rights auf. Wegen der fortdauernden Kontroverse und dem Ausschluss aus manchen Kinderbibliotheken und Lehrprogrammen an Grundschulen setzte die ALA das Buch im Jahr 2000 auf Platz 25 der 100 Most Frequently Challenged Books der Dekade. Auch in der Folgedekade 2000–2009 fand sich die Nachtküche noch auf der Liste, mit fast unverändertem Ranking.
Der Journalist Scott Timberg schrieb 2009 in einer Sendak-Retrospektive in der Los Angeles Times zu den Auseinandersetzungen um die Nacktheit eines Jungen in der Nachtküche: „Wäre damals bekannt gewesen, dass Sendak schwul ist, hätte die Kontroverse leicht einen desaströsen Verlauf nehmen können“. Sendak, dessen für einen Kinderbuchautor bemerkenswerte Kinderlosigkeit schon lange Thema in Interviews und Artikeln war, erwähnte erstmals 2008, dass er schwul sei, und von 1957 bis zu dessen Tod 2007 mit dem Psychoanalytiker Eugene Glynn zusammengelebt hatte. Seinen Eltern habe er dies nie mitgeteilt: „All I wanted was to be straight so my parents could be happy. They never, never, never knew.“ Auch hätte ein Coming Out der Karriere eines Kinderbuchautors in den 1950er und 1960er Jahren geschadet. Sendaks Coming Out knapp 40 Jahre nach Beginn der Nachtküchen-Kontroverse konnte das Thema nicht überlagern, Mickys Nacktheit war inzwischen ein Symbol für Meinungsfreiheit und Unabhängigkeit von Bibliotheken bei der Auswahl ihrer Bestände geworden.

### Adaptionen und künstlerische Verarbeitungen
Gene Deitch verfilmte 1973 die Wilde Kerle in einem Animations-Stil, der sehr dicht an der Vorlage blieb. Auch In der Nachtküche wurde 1987 von Deitch als Animation verfilmt. Die Verfilmung der Nachtküche hat eine Laufzeit von sechs Minuten, und wurde von Peter Schickele mit einer eigenen Komposition und Soundeffekten vertont. Schickele fungiert auch als Erzähler. In der Besprechung im Horn Book Magazine lobte John Cech die Harmonie zwischen Buch und Film, auch die Soundeffekte seien passend. Die Sprecherstimme von Schickele sei jedoch zu sehr ein „singendes Auf-und-Ab“ (englisch „too sing-songy“), was den Rhythmus von Sendaks Text überbetone. Insgesamt gelinge es dem Film, „Sendaks Vision mit tiefem Respekt und Sorgfalt“ in ein neues Medium zu transportieren.
Die Dichterin Rita Dove veröffentlichte 1989 ein Gedicht mit dem Titel „After Reading Mickey in the Night Kitchen for the Third Time Before Bed“, das seitdem in einer Reihe von Anthologien mit afroamerikanischer und feministischer Lyrik enthalten war. Das Gedicht beschreibt eine Begegnung zwischen der Autorin und ihrer dreijährigen Tochter, die sich in der Hautfarbe unterscheiden. („black mother, cream child“) Nachdem die Protagonistin ihrer Tochter dreimal die Nachtküche vorgelesen hat, betrachtet diese ihre eigene Vagina und will im Vergleich die ihrer Mutter sehen. Dabei entdeckt das Kind, dass beide inwändig die gleiche Hautfarbe haben und ruft aus: „We’re pink!“ Das Gedicht zitiert – eingerückt und direkt unter der Titelzeile – den Ausruf von Micky nach dem Tauchgang in der Milchflasche: „I’m in the milk and the milk’s in me … I’m Mickey“. Dieses lebens- und identitätsbejahende Thema aus der Nachtküche nimmt Dove in der letzten Strophe auf, und verbindet es in den Schlusszeilen „That we’re in the pink / and the pink’s in us“ mit dem Ausruf ihrer Tochter. (Die Redewendung in the pink bedeutet, vollständig gesund zu sein.)
1990 – zum zwanzigjährigen Jubiläum der Nachtküchenveröffentlichung – entwickelte Maurice Sendak zusammen mit dem befreundeten Kinderbuchautor Arthur Yorinks die Idee eines Kindertheaters namens Night Kitchen, das sie 1992 der Öffentlichkeit vorstellten. Sendak und Yorinks hatten sich 1970 kennengelernt, während Sendak die Nachtküche fertigstellte. Das Logo des Theaters mit dem offiziellen Namen Night Kitchen – A National Children’s Theater bildete entsprechend ein lächelnder Micky vor dem Hintergrund des Sternenhimmels. Das Night-Kitchen-Theater hatte keine eigene Spielstätte, sondern sollte seine Produktionen in den Theatern und Opern von New York und New England aufführen. Premiere hatte das Theater 1993 mit dem Musical Really Rosie von Maurice Sendak, Musik von Carole King.

### Primärliteratur
Ausgaben von „In der Nachtküche“
- Maurice Sendak: In the night kitchen. Harper & Row, New York 1970, LCCN 70-105483. (Erstausgabe)
- Maurice Sendak: In the night kitchen. Bodley Head, London 1971, ISBN 0-370-01549-5. (Britische Erstausgabe)
- Maurice Sendak: In the night kitchen. HarperCollins, New York 1996, ISBN 0-06-026668-6. (Aktuelle amerikanische Hardcover-Ausgabe)
- Maurice Sendak: In der Nachtküche. aus dem Amerikanischen von Hans Manz. Diogenes-Verlag, Zürich 1971, ISBN 3-257-00537-7. (Deutschsprachige Erstausgabe, seitdem zwei Neuauflagen.)

Veröffentlichungen von Maurice Sendak
- Virginia Haviland: Questions to an Artist Who Is Also an Author. In: Virginia Haviland (Hrsg.): The Openhearted Audience: Ten Authors Talk about Writing for Children. Library of Congress, Washington D.C. 1980, ISBN 0-8444-0288-5. (Interview mit Maurice Sendak)
- Spike Jonze, Lance Bangs: Tell Them Anything You Want: A Portrait of Maurice Sendak. Dokumentarfilm, 40 Minuten. Erstausstrahlung HBO am 14. Oktober 2009. (Oscar-Shortlist in der Kategorie Dokumentar-Kurzfilm.)
- Maurice Sendak: Caldecott & Co: Notes on Books & Pictures. Farrar, Straus & Giroux, New York 1988, ISBN 0-374-22598-2.

### Sekundärliteratur
Monographien
- John Cech: Angels and wild things: the archetypal poetics of Maurice Sendak. Penn State University Press, University Park 1995, ISBN 0-271-00949-7.
- Hans Adolf Halbey: Bilderbuch: Literatur – neun Kapitel über eine unterschätzte Literaturgattung. Beltz, Weinheim 1997, ISBN 3-89547-113-5.
- Selma G. Lanes: The Art of Maurice Sendak. Abrams, New York 1993, ISBN 0-8109-8063-0.
- Selma G. Lanes: Through the Looking Glass: Further Adventures & Misadventures in the Realm of Children’s Literature. David R. Godine, Boston 2006, ISBN 1-56792-318-6.
- Amy Sonheim: Maurice Sendak. Twayne, New York 1991, ISBN 0-8057-7628-1.
- Ellen Handler Spitz: Inside Picture Books. Yale University Press, New Haven 2000, ISBN 0-300-08476-5.

Aufsätze
- Rebecca V. Adams, Eric S. Rabkin: Psyche and Society in Sendak’s „In the Night Kitchen“. In: Children‘s Literature in Education. Vol. 38, Nr. 4, Dezember 2007, S. 233–241, doi:10.1007/s10583-006-9034-0.
- Kara Keeling, Scott Pollard: Power, Food, and Eating in Maurice Sendak and Henrik Drescher: „Where the Wild Thing Are“, „In the Night Kitchen“ and „The Boy who Ate Around“. In: Children‘s Literature in Education. Vol. 30, Nr. 2, Juni 1999, S. 127–143, doi:10.1023/A:1022418319546.
- Thomas Leddy: Aesthetics and Children‘s Picture-Books. In: Journal of Aesthetic Education. Vol. 36, Nr. 4, Winter 2002, ISSN 0021-8510, S. 43–54.
- Averil Swanton: Maurice Sendak’s picture books. In: Children‘s Literature in Education. Vol. 2, Nr. 3, S. 38–48, doi:10.1007/BF01355617.
- Jill P. May: Sendak’s American Hero. In: Journal of Popular Culture. Vol. 12, 1978, S. 30–35, doi:10.1111/j.0022-3840.1978.00030.x.
- Jill P. May: Envisioning the Jewish Community in Children’s Literature: Maurice Sendak and Isaac Singer. In: The Journal of the Midwest Modern Language Association. Vol. 33/34, Vol. 33, Nr. 3, Autumn 2000 – Vol. 34, Nr. 1, Winter 2001, S. 137–151.
- Jean Perrot: Maurice Sendak’s Ritual Cooking of the Child in Three Tableaux: The Moon, Mother, and Music. In: Children’s Literature. Vol. 18, 1990, ISSN 0092-8208, S. 68–86.